# Thunderstruck
Thunderstruck är en låt av rockbandet AC/DC från albumet The Razor's Edge från 1990. Låten handlar om att bli träffad av blixten. 

## Medverkande
- Brian Johnson – sång
- Angus Young – sologitarr
- Malcolm Young – kompgitarr, bakgrundssång
- Cliff Williams – elbas, bakgrundssång
- Chris Slade – trummor, percussion